# Dehjalāl
Dehjalāl (persiska: دهجلال) är en ort i Iran.   Den ligger i provinsen Zanjan, i den nordvästra delen av landet, 250 km väster om huvudstaden Teheran. Dehjalāl ligger 2 029 meter över havet och antalet invånare är 505.
Terrängen runt Dehjalāl är kuperad åt nordost, men åt sydväst är den platt. Runt Dehjalāl är det ganska glesbefolkat, med 34 invånare per kvadratkilometer. Närmaste större samhälle är Solţānīyeh, 15,3 km nordost om Dehjalāl. Trakten runt Dehjalāl består i huvudsak av gräsmarker.